# V Liceum Ogólnokształcące im. Jana Pawła II w Toruniu

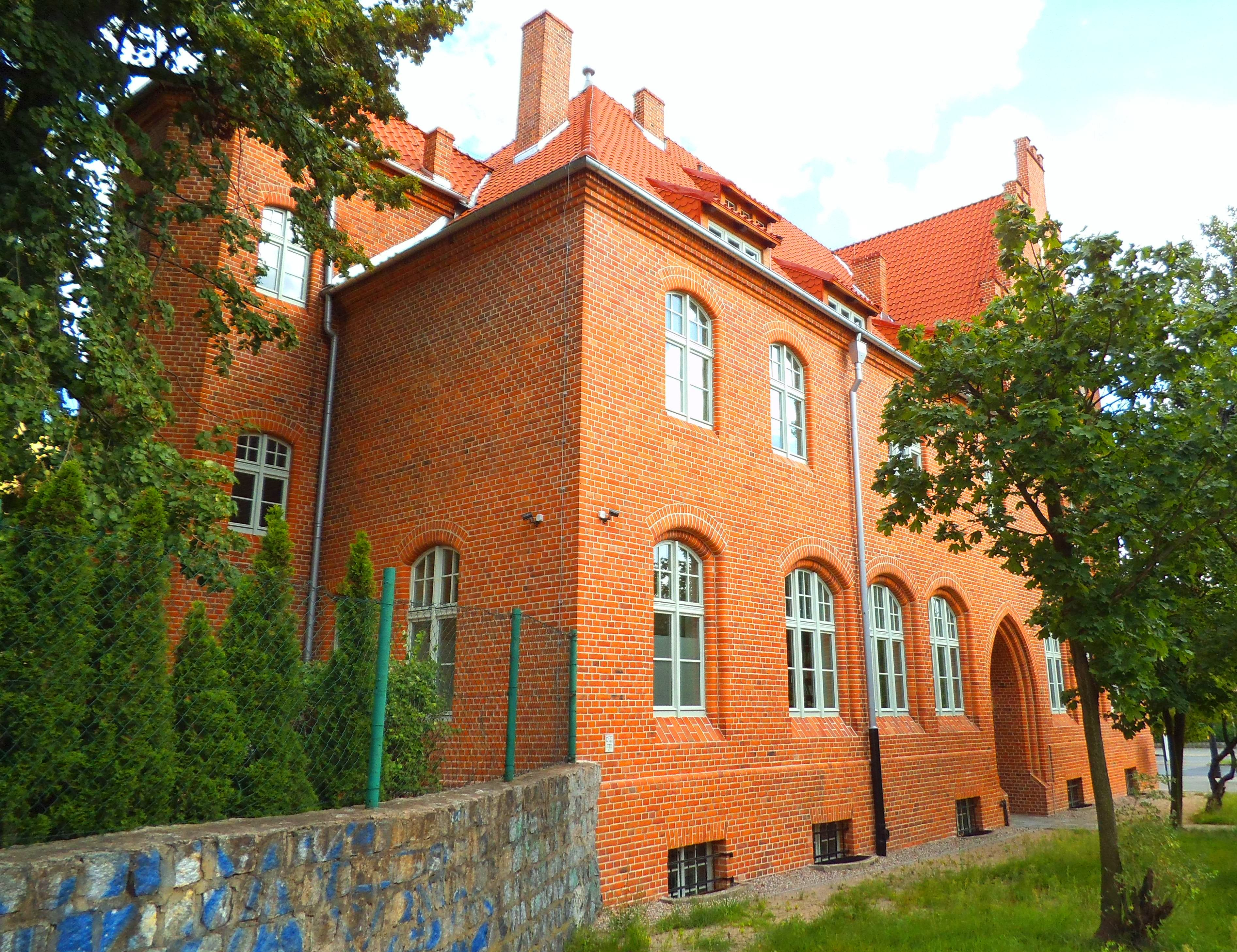
tzw. stary budynek z 1906 roku – dawna siedziba preparandy katolickiej

V Liceum Ogólnokształcące im. Jana Pawła II w Toruniu – szkoła ponadpodstawowa, założona w 1958 roku w Toruniu. Mieści się przy ul. Sienkiewicza 34.

## Historia
Szkoła została założona w 1958 roku. W czasach PRLu jej patronem był Karol Świerczewski. Początkowo jej siedziba znajdowała się w dawnym budynku preparandy katolickiej zbudowanym w 1904 przy ulicy Sienkiewicza. W 1960 dobudowano budynek przy ulicy Fałata, bezpośrednio sąsiadujący ze starym (stąd potoczna jego nazwa „stary budynek”) – obecnie liceum zajmuje obydwa. W latach 70–90. dyrektorami szkoły byli m.in. Lech Wabia, Edmund Małgorzewicz, Barbara Krygier-Hęsiak. Następnie przez wiele lat szkole dyrektorował nauczyciel geografii Józef Wierniewski (1992–2012) której był również dawnym absolwentem. Od 2012 funkcję tę sprawuje Marcin Olszewski.
Przez 33 lata (1974–2007) w szkole uczył historii Wiesław Dziurlikowski, prowadząc autorski fakultet historyczno-prawny. Wiedzę uczniów wzbogacały sesje historyczne z udziałem autorytetów naukowych z toruńskiego UMK, z Wydziału Prawa prof. Marian Kallas i prof. Zbigniew Witkowski czy z Wydziału Nauk Historycznych prof. Andrzej Tomczak, prof. Karol Grünberg i prof. Zbigniew Karpus. Odbywały się także ćwiczenia ze studentami historii z Instytutu Historii i Archiwistyki UMK.
Na przełomie lat 2003/2004, nowa część została rozbudowana o nowe skrzydło i dodatkowe piętro. W starym budynku mieści się m.in. szkolna biblioteka i aula.
16 października 2007 szkole nadano imię Jana Pawła II.
W latach 2015–2016 odrestaurowano jeden z budynków liceum.

## Absolwenci
Znani absolwenci szkoły:
- Olga Bołądź – aktorka
- Magdalena Czerwińska – aktorka
- Joanna Dark – piosenkarka, aktorka
- Katarzyna Dowbor – aktorka, dziennikarka
- Jakub Gierszał – aktor
- Michał Gołaś – kolarz
- Halina Kaczmarek – profesor chemii fizycznej i fizykochemii polimerów
- Wojciech Konikiewicz – muzyk
- Małgorzata Kożuchowska – aktorka
- Arkadiusz Myrcha – prawnik, polityk, poseł
- Sławomir Oder – duchowny, biskup diecezji gliwickiej
- Katarzyna Żak – aktorka, wokalistka